# St. Katharina (Oberndorf)

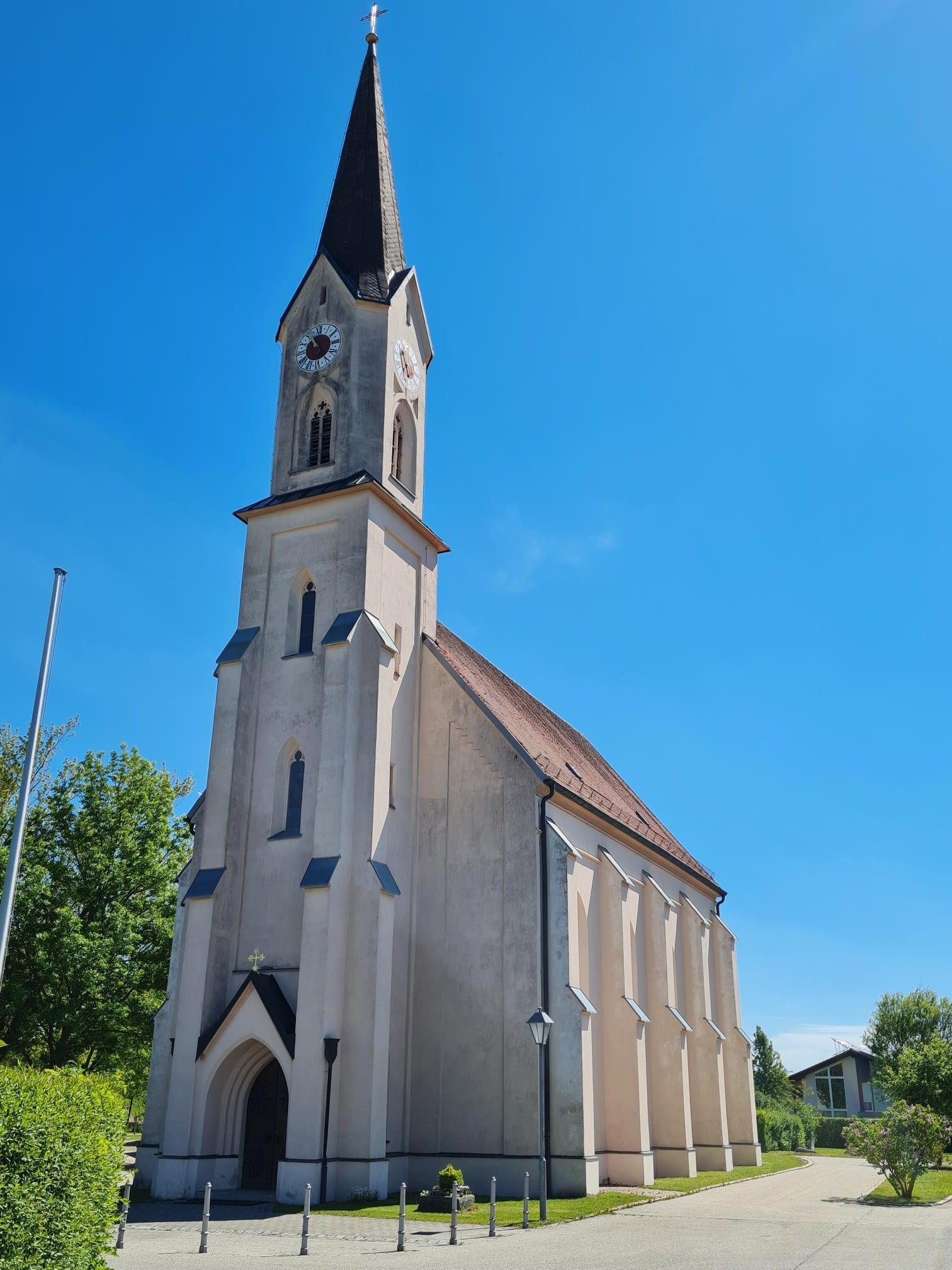
St. Katharina in Oberndorf

Die römisch-katholische Pfarrkirche St. Katharina steht in Oberndorf, einem Gemeindeteil des Marktes Haag in Oberbayern im oberbayerischen Landkreis Mühldorf am Inn. Sie ist in der Liste der Baudenkmäler in Haag in Oberbayern unter der Nr. D-1-83-119-56 eingetragen. Die Kirche gehört zum Dekanat Mühldorf im Erzbistum München und Freising.

## Beschreibung
Die neugotische, von Strebepfeilern gestützte Saalkirche wurde 1867 auf älterer Grundlage erbaut. Sie besteht aus dem Langhaus zu vier Jochen, dem eingezogenen zweijochigen Chor Osten, der eingezogenen, im Chor der Vorgängerkirche untergebrachten Sakristei im Scheitel des Chors und dem Kirchturm im Westen. Sein oberstes Geschoss enthält hinter den als Biforien gestalteten Klangarkaden den Glockenstuhl. Über den Giebeln mit den Zifferblättern der Turmuhr erhebt sich ein spitzer Helm.
Die Innenräume sind mit Kreuzrippengewölben überspannt, nur die Sakristei hat ein Netzgewölbe. Der Hochaltar wird von den spätgotischen Skulpturen des Ulrich von Augsburg und der Barbara von Nikomedien flankiert. Im Schrein des Hochaltars befindet sich eine barocke Skulptur der Katharina von Alexandrien.